# Maxime Paredis
Maxime Paredis (24 augustus 1990) is een Belgisch vertaler en schrijver. Zijn debuutroman Honderd kamers, een psychologische thriller, kwam uit in 2019. Hij werkt als zelfstandig vertaler Engels-Nederlands.
Paredis groeide op in De Pinte. In 2008 startte hij zijn opleiding Taal- en letterkunde aan de UGent, eindigend met zijn masterproef Christopher Marlowe and William Shakespeare: A Study in Interdividuality. Paredis was sinds jonge leeftijd gepassioneerd door de werken van Shakespeare.
In 2012 ging Paredis aan de slag als freelance vertaler Engels-Nederlands. In 2017 maakte hij van een hobby zijn tweede verdienste en startte hij aan een eerste roman: Honderd kamers. Het boek werd voorgesteld in de bibliotheek van De Pinte. en werd onthaald met vier op vijf sterren op Goodreads